# Петар Тасић Мусић
Петар Тасић Мусић (Лесковац, 1875 — 1942) био је учитељ, социјалиста и борац за права радника.

## Биографија
Родио се 17. фебруара 1875. године у Лесковцу где је завршио Нижу гимназију. Након завршене гимназије уписао је учитељску школу у Нишу. Током школовања у Нишу прихватио је социјалистичке идеје. Он је те идеје задржао и покушавао да рашири међу народом са којим се сусретао након завршетка свог школовања и почетка службовања. Један такав покушај ширења социјалистичких идеја коштао га је службе у селу Власини, где је покушао да своје идеје рашири међу сељацима. Након отказа вратио се родитељима у Лесковац, где је обављао најтеже физичке послове.
Своје слободно време проводио је међу занатским, индустријским и пољопривредним радницима и наставио је да шири социјалистичке идеје међу њима. Крајем XIX века основао је у Лесковцу Савез лесковачких занатлија и радника. Поставио је захтев за осмочасовно радно време. Због свих тих његових активности полиција га је стално прогањала и хапсила.
Почетком XX века службовао је у Лешници и тамо је 1903. године основао познато Лешничко радничко друштво.
Био је и веома политички активан. Активно је учествовао у раду Српске социјалдемократске партије и био је њен делегат на првом, другом, четвртом и петом конгресу. Био је секретар Првог конгреса радничког савеза и више пута посланички кандидат Српске социјалдемократске странке на посланичким изборима у Лесковцу 1905, а у Шапцу 1906. године.
После Првог светског рата пришао је комунистима, а после Обзнане је пензионисан. Између два светска рата активно је учествовао у радничком покрету. Држао је говоре на радничким зборовима и позивао је раднике да се групишу у своје борбене организације.
Иако у поодмаклим годинама и у Другом светском рату је био активан борац за ослобођење. Због својих идеја био је под сталном присмотром полиције. Умро је у кућном притвору априла 1942. године.
Данас једна осмогодишња школа у Лесковцу носи његово име.